# Распиливание (казнь)
Распиливание — вид казни, который, согласно ряду источников, имел место в Европе во времена Римской империи и в Средние века, в особенности в Испании, а также в ряде стран Азии, в первую очередь в Индии и Китае. Существенное распространение получила во время борьбы с войсками Наполеона, во время войны в Испании в XIX веке. Приговорённого к этой казни подвешивали вниз головой и распиливали вертикально по середине тела, начиная от паха. Поскольку тело находилось вниз головой, мозг казнимого имел постоянный приток крови, что, несмотря на большую кровопотерю, позволяло ему долгое время оставаться в сознании. Несмотря на упоминание этой казни в ряде заслуживающих доверия источников и исторических иллюстраций, некоторые историки считают эту казнь мифом; большинство же, признавая её реальность, отмечает, что подобная казнь была крайне редким явлением.

## Китай
Поскольку из-за движения пилы тело казнимого раскачивалось, создавая сложность для работы палачей, в средневековом Китае решили эту проблему подвешиванием тела в вертикальном положении между двумя досками, прочно закреплёнными между кольям, вбитыми глубоко в землю. Два палача, по одному с каждой стороны пилы, осуществляли распиливание через зафиксированную доску и находившуюся под ней жертву.

## Римская империя
В Римской империи этот способ казни был редкостью, но, как указывается в некоторых источниках, был распространён во время правления Калигулы, когда ему были подвергнуты даже некоторые члены его семьи. Распиливание, в отличие от Китая, осуществлялось горизонтально в области торса. Калигула якобы ел во время просмотра этой казни и говорил, что наблюдение за страданиями жертв служит ему закуской.

## Индия
Согласно одной из сикхских легенд, гуру Тегх Бахадур в 1675 году был не обезглавлен, а распилен по приказу могольского падишаха Аурангзеба за отказ принять ислам; якобы его начали распиливать с головы и периодически останавливались, однако маловероятно, что такое имело место в действительности.